# Eerste klasse 1959-60 (basketbal België)
Het seizoen 1959-1960 was de 13e editie van de hoogste basketbalcompetitie. Antwerpse BBC hernieuwde zijn landstitel. VG Oostende en Brabo zijn de nieuwkomers.
Met de degradatie van Union en Amicale brokkelde de eens zo grote Brusselse hegemonie, meer en meer namen Antwerpse ploegen deze hegemonie over.
|  |    |                            | P  | W  | V  | D | Ptn |
|  | -- | -------------------------- | -- | -- | -- | - | --- |
|  | 1  | Antwerpse BBC              | 22 | 19 | 2  | 1 | 39  |
|  | 2  | Zaziko                     | 22 | 17 | 4  | 1 | 35  |
|  | 3  | Royal IV                   | 22 | 15 | 6  | 1 | 31  |
|  | 4  | Brabo BBC                  | 22 | 13 | 7  | 2 | 28  |
|  | 5  | VG Oostende                | 22 | 14 | 8  | 0 | 28  |
|  | 6  | Racing CB                  | 22 | 11 | 10 | 1 | 23  |
|  | 7  | Rubo Niel                  | 22 | 9  | 13 | 0 | 18  |
|  | 8  | Canter Schaarbeek          | 22 | 7  | 14 | 1 | 15  |
|  | 9  | Semailles BC               | 22 | 7  | 14 | 1 | 15  |
|  | 10 | Ontspanning BBC            | 22 | 7  | 11 | 1 | 15  |
|  | 11 | Union SG                   | 22 | 6  | 16 | 0 | 12  |
|  | 12 | Amicale Sporting Bruxelles | 22 | 2  | 19 | 1 | 5   |

1928 · 1929 · 1930 · 1931 · 1932 · 1933 · 1934 · 1935 · 1936 · 1937 · 1938 · 1939 · 1940 · 1941 · 1942 · 1943 · 1944 · 1945 · 1946 · 1947 · 1948 · 1949 · 1950 · 1951 · 1952 · 1953 · 1954 · 1955 · 1956 · 1957 · 1958 · 1959 · 1960 · 1961 · 1962 · 1963 · 1964 · 1965 · 1966 · 1967 · 1968 · 1969 · 1970 · 1971 · 1972 · 1973 · 1974 · 1975 · 1976 · 1977 · 1978 · 1979 · 1980 · 1981 · 1982 · 1983 · 1984 · 1985 · 1986 · 1987 · 1988 · 1989 · 1990 · 1991 · 1992 · 1993 · 1994 · 1995 · 1996 · 1997 · 1998 · 1999 · 2000 · 2001 · 2002 · 2003 · 2004 · 2005 · 2006 · 2007 · 2008 · 2009 · 2010 · 2011 · 2012 · 2013 · 2014 · 2015 · 2016 · 2017 · 2018 · 2019 · 2020 · 2021